# PMZ
PMZ is een historisch merk van motorfietsen.

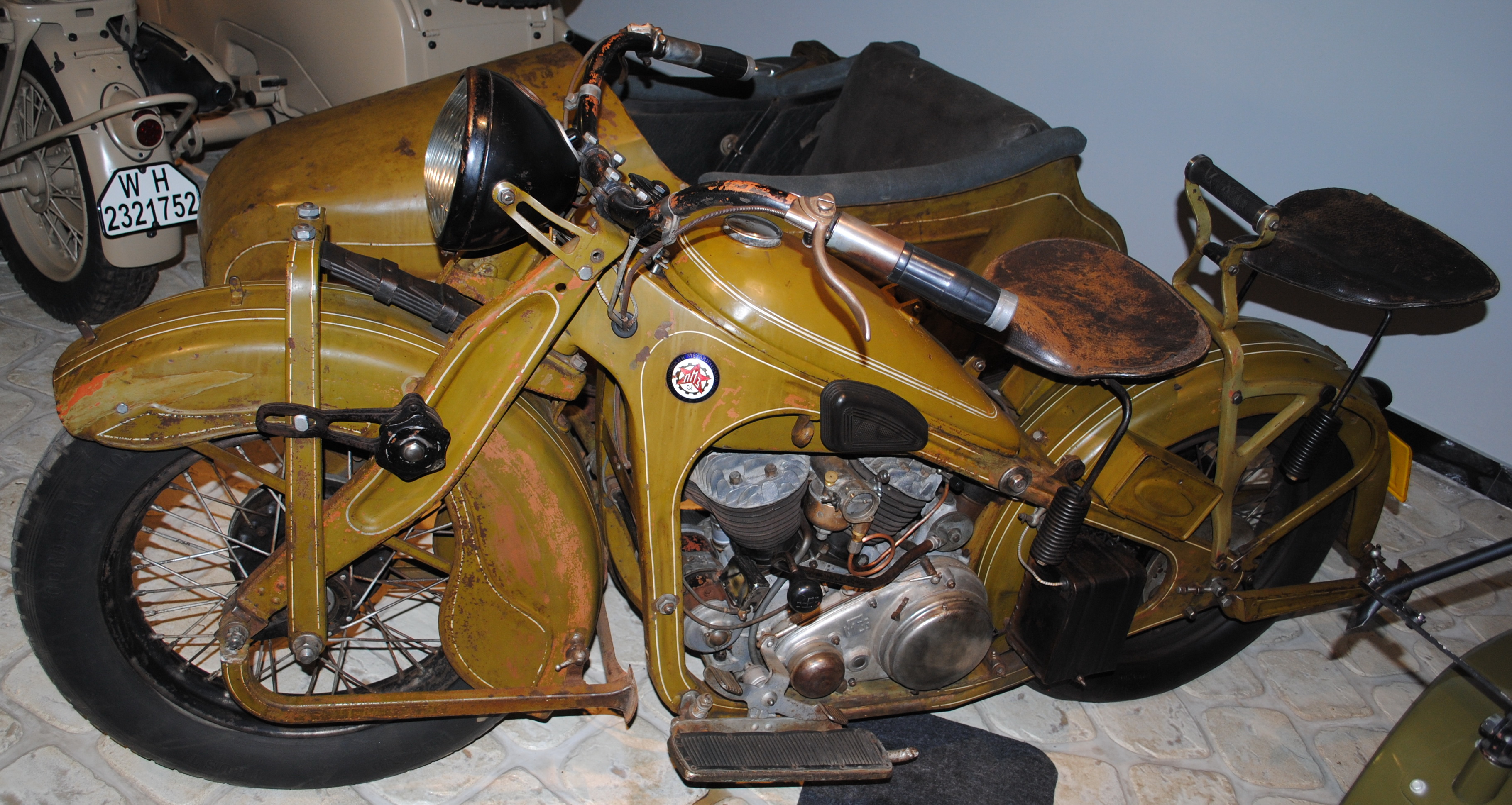
PMZ met zijspan

De bedrijfsnaam was: Podolsk Machinery Zavod.
Dit was een Russische motorenfabriek die in de jaren dertig slechts enkele jaren motoren bouwde die gebaseerd waren op Harley en Indian (746cc-V-twin-blok) en BMW (frame). Aanvankelijk werden er ook clip-on motoren gebouwd en later ook 996cc-boxermotoren voor het Russische leger. Omdat de PMZ’s zo slecht startten werden ze ook wel spottend Poprobuy Menya Zavedy (probeer me te starten) genoemd.
Tijdens of direct na de Tweede Wereldoorlog werd de productie beëindigd, mogelijk omdat men overging op de productie van IMZ Urals en KMZ Dneprs.